# Hewitt-Sperry Automatic Airplane
Hewitt-Sperry Automatic Airplane nebo také Curtiss-Sperry Flying Bomb byl projekt bezpilotního dálkově ovládaného letounu (tehdy nazývaného vzdušné torpédo nebo létající bomba), vyvíjený během 1. světové války v USA.

## Vývoj zařízení pro bezpilotní ovládání
Elmer Ambrose Sperry, zakladatel Sperry Aircraft a vynálezce, vyráběl gyroskopy používané především pro stabilizaci námořních děl při střelbě na dlouhé vzdálenosti. Již v roce 1912 vyvinul spolu se svým synem Lawrencem Sperrym první funkční letecký autopilot ( použitelný i v lodní dopravě). V roce 1913 oslovili Naval Consulting Board (Námořní poradní výbor) s návrhem na testování gyroskopického systému a výbor jim poskytl létající člun (hydroplán) a schválil financování projektu ve výši 50 000 dolarů. V roce 1916 se spojili s Peterem Hewitem, vynálezcem a podnikatelem, který vyvíjel systémy pro rádiové řízení (RC). Společně vyvinuli systém umožňující bezpilotní start letounu z lodi, let k cíli a po dosažení stanovené vzdálenosti svržení bomb a nebo zasažení cíle střemhlavým letem. Autopilot se skládal ze Sperryho upraveného gyroskopického stabilizátoru, směrového gyroskopu, aneroidního barometru pro udržení nadmořské výšky, servomotorů pro ovládání řízení a zařízení, které měřilo vzdálenost letu buď podle otáček motoru a nebo pomocí malých vrtulek na křídlech (jsou vidět na fotografii a občas se používají i na současných malých letadlech či větroních).
Elmer Ambrose Sperry a Lawrence Sperry získaly v letech 1914 a 1916 prestižní Collier Trophy, prestižní cenu udělovanou v USA každoročně v oblasti letectví. Lawrence Sperry zahynul v roce 1923 při pokusu o přelet Lamanšského průlivu.
Pro první přestavby byly používány letadla  Curtis N-9 což byla plováková verze známého Curtis JN  "Jenny". Původní Curtis N-9 měl rozpětí 16,26 m, délku 9,4 m, max. rychlost 124 km/h, motor Curtiss OX 6  100 koní později Hispano - Suiza "A" 150 koní a byl dvoumístný. Pro všechny varianty letadel Curtis v tomto projektu byl použit motor Curtiss OX 6  s menším výkonem 100 koní.

## Letové zkoušky
První prototyp vzlétl v září 1917, se zkušebním pilotem, Lawrencem Sperrym, který provedl vzlet a přistání, řízení vlastního letu obstaral autopilot. Do konce roku se podařilo vylepšit i měření vzdálenosti letu. Tyto první úspěšné lety způsobily navýšení rozpočtu projektu o dalších 200 000 dolarů, dodání sedmi hydroplánů Curtis N-9 a zakoupení šesti sad autopilotů pro další vývoj. Zároveň bylo založeno výzkumné centrum v  Copiague na  Long Islandu.
Brzy se však ukázalo, že letoun Curtis N-9 není vhodný pro tento projekt a tak byla objednána řada speciálně upravených letounů Curtis a tyto letouny v kombinaci se zmíněným bezpilotním řízením se staly Hewitt-Sperry Automatic Airplane tedy tzv. vzdušným torpédem či létající bombou. Byly vlastně předchůdcem řízených střel a následně moderních střel s plochou dráhou letu.
Upravená bezpilotní letadla Curtis nebyla vybavena běžným řízením a proto neprošla standardním zálétáním. A ukázalo se, že největším problémem je dostat bezpilotní letadla do vzduchu. Zkoušel se start z dlouhého drátu, z katapultu - tedy  46 m dlouhé dráhy, ale došlo ke zničení tří prototypů. Další dvě letadla se sice dostala do vzduchu, ale krátce po startu havarovala.
Poté zkoušely start ze střechy jedoucího automobilu Marmon nejprve testovali v rychlosti asi 130 km/h na střechu připoutaný prototyp. Poté se podařilo skutečně odstartovat z automobilu a vzdušné torpédo uletělo asi 900 m. To byl jediný úspěšný let. Zbylé prototypy byly brzy zničeny po startu z automobilu a nebo po startu z automobilu vybaveného železničními koly a jedoucího po úseku Long Island Rail Road.
Další zkoušky probíhaly na bázi rekonstruovaných letadel Curtis N-9 a s katapultem nové konstrukce se střídavými úspěchy. Na konci první světové války měly bilanci méně než sto letů bezpilotních N-9 a jen jeden let Hewitt-Sperry Automatic Airplane tedy létající bomby. Lety prototypů nebyly příliš úspěšné, přesto bylo prokázáno, že koncept bezpilotního letadla je životaschopný. 

## Varianty létající bomby
První prototypy byly postaveny na platformě běžného letadla Curtiss N-9. Ty jsou v literatuře nazývány Curtiss-Sperry Flying Bomb. Bylo vyrobeno celkem 7 kusů.

#### Parametry použitého letadla Curtiss N-9[2]
- Rozpětí: 16,26 m
- Délka: 9,4 m
- Maximální rychlost: 124 km/h na hladině moře
- Dolet: přibližně 322 km
- Provozní dostup: 2691 m
- Motor: v tomto programu pouze Curtiss OX 6 s výkonem 100 koní ( letadla N-9 dostala později výkonnější motor Hispano - Suiza A - 150 koní)
- Uspořádání: dvouplošník, dvoumístný hydroplán s jedním hlavním dřevěným plovákem pod trupem a dvěma pomocnými plováky na koncích křídel
- Určení: výcvikový
- Počet vyrobených letadel: asi 560

Druhá varianta měla za základ speciální bezpilotní letadlo Curtiss ( bez řízení pilotem) a ta je nazývána Hewitt-Sperry Automatic Airplane. Bylo jich vyrobeno 6 kusů a po jejich zničení byl projekt dokončen se zbylými letadly první varianty na bázi Curtiss N-9.

#### Parametry bezpilotního letadla Curtiss[1]
- Rozpětí: 7,62 m
- Délka: 4,6 m
- Hmotnost: 680 kg
- Rychlost: 145 km/h
- Dolet: 80 km s tisíciliberní náloží trhaviny ( 450 kg)
- Motor: Curtis OX 5  - s výkonem 100 koní
- Uspořádání: dvouplošník  bez místa pro pilota a bez klasického řízení, start z katapultu
- Určení: speciální bezpilotní letoun
- Počet vyrobených letadel: 6

## Pokračování vývoje létající bomby
Při dalších pokusech s bezpilotními letadly byl nejčastěji používán název létající bomba až do doby, kdy se ujal výraz dron.
Po skončení první světové války převzalo projekt od Sperryho americké námořnictvo. Od roku 1919 pracovalo na tomto projektu s použitím letadla Witteman-Lewis a letadla postaveného Naval Aircraft Factory. Testy s těmito stroji byly ukončeny v roce 1922 a americké námořnictvo s těmito pokusy nepokračovalo až do roku 1930, kdy byl zahájen program vývoje radiem řízených dronů. Tyto experimenty vedly k útočným dronům TDR a TDN  ve druhé světové válce. Ty už byly vybaveny televizní kamerou.
Ve dvacátých letech dvacátého století Sperry pokračoval ve vývoji bezpilotních letadel s letadlem Verville-Sperry Messenger ve variantě MAT (Messenger Aerial Torpedo) pod hlavičkou NACA.